# Aran wa Bidgol
Aran wa Bidgol (perski: آران و بيدگل) – miasto w Iranie, w ostanie Isfahan. W 2006 roku miasto liczyło 55 651 mieszkańców w 15 556 rodzinach.